# 문경 김룡사 대웅전
문경 김룡사 대웅전(聞慶 金龍寺 大雄殿)은 대한민국 경상북도 문경시 산북면, 김룡사에 있는 조선시대의 대웅전이다. 2012년 10월 22일 경상북도의 유형문화재 제453호로 지정되었다.

## 개요
김용사는 운달조사가 신라 진평왕 10년(588)에 세웠다고 전하나, 사적기에 따르면 세운 시기에 대한 기록이 없다. 조선 인조 21년(1643) 화재로 소실되었다가 인조 27년(1649) 새로 복원하여 현재까지 이어진다.
대웅전은 17세기에 지은 것으로 보이는데 앞면 3칸·옆면 3칸 규모이며, 지붕은 옆면에서 볼 때 여덟 팔(八)자 모양인 팔작지붕이다. 지붕 처마를 받치기 위해 장식하여 만든 공포는 기둥 위와 기둥 사이에도 있는 다포 양식으로 꾸몄다.
대웅전 건축 양식상 특이한 것은 건물의 기단 위를 평평하게 다듬지 않고 기둥을 세워 높이가 일정하지 않다. 그러나 기둥 모두 대웅전의 중심쪽으로 약간씩 기울어져 건물 전체가 안정감을 주는 기법을 사용하였다.

## 현지 안내문
이 절은 신라 진평왕 10년(588)에 운달조사가 처음 건립했다. 혜총선사가 조선 인조 2년(1624)에 중창했지만 인조 22년(1644)에 소실되어 동왕 27년(1649)에 복원하였다고 한다. 1998년 대웅전을 제외한 대부분 불전이 화재로 인하여 소실되는 수난을 겪었다. 대웅전은 정면 3칸, 측면 3칸 팔작지붕 다포계의 건물로 외3출목, 외4출목으로 되어 있고 상부가구는 오량가이다. 천장은 3종류의 반자를 사용하여 재치있게 처리하고 있는 등 한국 건축의 조형상 특징을 잘 간직하고 있는 건물이다.

## 같이 보기
- 김룡사
- 문경 김룡사 영산회괘불도 (보물 제1640호)

## 참고 자료
- 문경 김용사 대웅전 - 국가유산청 국가유산포털